# John Franzese

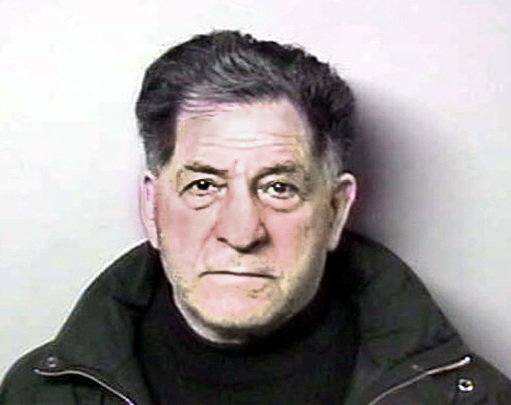
John Franzese, undatierte Aufnahme nach einer Festnahme

John „Sonny“ Franzese (* 6. Februar 1917 in Neapel; † 24. Februar 2020 in New York) war ein Italoamerikaner, der zu den berühmtesten Mitgliedern der Colombo-Familie gehörte. Er wurde im Jahr 1967 im Alter von 50 Jahren verhaftet, 2017 wurde er als ältester Häftling der Vereinigten Staaten im Alter von 100 Jahren entlassen.

## Rolle in der Mafia
John Franzese gehörte der Colombo-Familie an, einer der Fünf Familien, die die organisierte Kriminalität in New York beherrschen. Nachdem seine Familie in die USA ausgewandert war, schloss Franzese sich Ende der 30er-Jahre der Profaci-Familie, die später Colombo-Familie genannt wurde, unter dem Mafiaboss Joseph Profaci an. Im Jahr 1938 wurde er wegen Raubs das erste Mal verhaftet. 1942 wurde er aus der amerikanischen Armee entlassen, da er als gewalttätig und kriminell auffiel. In den folgenden Jahren arbeitete sich Franzese in der Hierarchie der Mafia nach oben. Dabei war er in kriminelle Geschäfte, Betrug, Fälschung und unseriöse Kreditgeschäfte verwickelt. 1963 wurde er schließlich zum Underboss der Bande und damit zu ihrem zweithöchsten Mitglied. Diesen Titel verlor er, als er im März 1967 wegen Bankraubes und Mordes an „30–50“ Personen verhaftet wurde.
John Franzese besuchte den Mafia-Nachtclub Copacabana, wo auch Frank Sinatra und Sammy Davis Junior regelmäßig verkehrten. Bei einem dieser Treffen soll Sinatra den Familienring Franzeses geküsst haben.

## Zeit im Gefängnis
John „Sonny“ Franzese wurde 1970 zu 50 Jahren Haft verurteilt. Im Laufe der Haftstrafe wurde er insgesamt sechsmal auf Bewährung freigelassen, verstieß aber immer wieder gegen die Bewährungsauflagen, unter anderem durch die Erpressung einer Pizzeria und eines Strip-Klubs während seiner Bewährungszeit. Im Jahr 2005 wurde er wieder Underboss der Colombo-Familie; dies war er bis zu seinem Tode. In einem der Prozesse gegen ihn sagte sein Sohn John Francese Jr gegen seinen Vater aus. Der FBI-Informant lebt heute in einem Zeugenschutzprogramm.
Am 23. Juni 2017 wurde John Franzese im Alter von 100 Jahren aus dem Federal Medical Centre in Devens, Massachusetts, entlassen. Zu diesem Zeitpunkt saß er bereits im Rollstuhl. Franzese starb am 24. Februar 2020 im Alter von 103 Jahren in einem Krankenhaus in New York City.